# Програмирање вођено временом
Време-покретно програмирање је парадигма компјутерског програмирања, где контрола протока рачунарског програма покреће сат и често се користи у реалном рачунарском времену. Програм је подељен у низ задатака (тј процеса или тема), од којих сваки има периодично активирање образаца. Обрасци за активирање се чувају у депеши стола наложеног времена. The Least-Common-Multiple (LCM) свих периода-а одређује дужину отпремне табеле. Планер програма депеша задатака консултоваће следећи улазак у диспечерску табелу. Након обраде свих ставки, она враћа петљу назад на почетак табеле.
Парадигма програмирања се углавном користи за безбедност критичних програма, јер је понашање овог програма је веома детерминистички. Но спољни догађаји могу да утичу на контролни проток програма, по истом обрасцу (нпр, опис диспечерске табеле) ће се поновити с времена на време. Међутим, време мировања процесора је такође веома детерминистички, омогућавајући расписивање других не-критичних задатака кроз вишак крађа техника током ових идле периода.
Мана са методом је да програм постаје статичан (у смислу да мале промене могу рекомпајлирати у велике ефекте за извршење структуре), а непогодан за апликације које захтевају велику количину флексибилности. На пример, време извршења задатка може се променити ако се програмски код мења. Као последица тога, нова депеша стола мора да се регенерише за цео сет задатака. Таква промена може захтевати скупо поновно испитивање као што је често потребно у критичним безбедносним системима.